# حي غمدان
حي غمدان ; هو أحد أحياء منطقة خريبة السوق الواقعة في الجنوب الغربي للعاصمة الأردنية عمّان الكبرى.
يُعتبر حي غمدان من أرقى أحياء منطقة خريبة السوق و أجملها , ويوجد في حي غمدان غابة كبيرة تسمى غابة ملك البحرين أو ما تُسمى متنزه غمدان .
الحدود التنظيمية لحي غمدان في منطقة خريبة السوق :
- من الشمال : حي الفرقان.
- من الجنوب : حي اليادودة.
- من الشرق : حي الطيبة وخريبة السوق و حي الأندلس.
- من الغرب : حي أم الكندم.

وكلها تقع ضمن اطار منطقة خريبة السوق.